# 高野佐三郎
高野 佐三郎（たかの ささぶろう、文久2年6月13日〈1862年7月9日〉 - 昭和25年〈1950年〉12月30日）は、日本の剣道家。流派は中西派一刀流剣術。称号は大日本武徳会剣道範士。諱は豊正。号は靖斎。
警視庁撃剣世話掛、東京高等師範学校教授などを歴任した、昭和初期剣道界の第一人者。

## 概説
武蔵国秩父郡（現埼玉県秩父市）に生まれる。幼少時から祖父で忍藩剣術指南役の高野佐吉郎に中西派一刀流剣術を学ぶ。5歳のとき忍藩主松平忠誠の御前で中西派一刀流の組太刀56本を演武し、褒賞を賜る。
その後、上京して山岡鉄舟に師事し、明治19年（1886年）警視庁巡査に任官。本所元町署撃剣世話掛を務め、「警視庁の三郎三傑」の一人に数えられる。明治21年（1888年）、埼玉県警察本部武術教授に転じ、警部まで昇任する。
明治41年（1908年）、東京高等師範学校講師に登用され、勅任教授まで累進。大日本帝国剣道形の制定、学校剣道の指導法を考案し、現代剣道の基礎を築いた。同時に明信館道場（のち修道学院）を設立し多数の弟子を育てる。昭和初期の剣道界において中山博道と並ぶ最高権威者となり、「昭和の剣聖」と称される。

## 生涯

### 高野家
高野家は代々武蔵国秩父郡大宮郷（現埼玉県秩父市）で秩父絹の検査役を務め、後には大宮宿の旅籠も併せて営んでいた。居宅は秩父神社境内にあった。佐三郎の祖父・佐吉郎（苗正）は中西派一刀流4世・中西子正の高弟で、忍藩主家・奥平松平家の陣屋の剣術指南役を務め、秩父神社境内にも道場を設け門人を指南していた。佐吉郎の長男・芳三郎（蕃正）は、黒谷の逸見家のケイという女性を妻に迎えた。

### 誕生・幼少年期
佐吉郎は、ケイが妊娠すると道場で稽古の見学を命じ、胎内の佐三郎に竹刀の音を聞かせた。夜には歴史上の英雄・豪傑の伝記を読み聞かせた。佐三郎が産まれた場所は秩父神社の道場内であった。佐吉郎は男児の誕生を喜び、庭にふいごを設けて有名な刀工を呼び、大小の刀を誕生祝いとした。佐三郎が歩くようになると、さっそく桐の木刀を与え、3歳から中西派一刀流の形稽古をつけた。褒美に菓子がもらえることを覚えた佐三郎は、自ら進んで稽古を求めるようになり、物心付く前に中西派一刀流の組太刀56本を覚えた。
5歳のとき、藩主・松平忠誠の御前で佐吉郎を相手に中西派一刀流組太刀56本を演武した。藩主は佐三郎を激賞し、「奇童」の二字を書き添えて脇差と銀一封を与えた。佐吉郎は感極まって泣いていたという。
明治維新後も高野家では稽古が続けられ、佐吉郎は佐三郎に、道場の床に大豆を撒き草履を履かせての稽古や、膝まで水深のある川での稽古、布で目隠しをしての闇試合、早暁の太陽を飲む神法など、さまざまな特訓を課した。秩父地方の剣術大会で佐三郎の名は轟き、「秩父の小天狗」の異名をとった。
明治12年（1879年）、埼玉県児玉郡賀美村の陽雲寺境内で「上武合体剣術大会」が開かれ、佐三郎は佐吉郎の代理で出場した。対戦相手は元安中藩撃剣取締役助教授・岡田定五郎（30歳）であった。佐三郎が竹刀を片手上段に構えると岡田は怒り、何度も強烈な突きを放った。喉を破られ袴まで血に染めた佐三郎は、岡田の目を潰そうと竹刀で顔面を突いたが、面金に当たるだけで届かず、ついに昏倒してしまった。

### 山岡鉄舟に師事

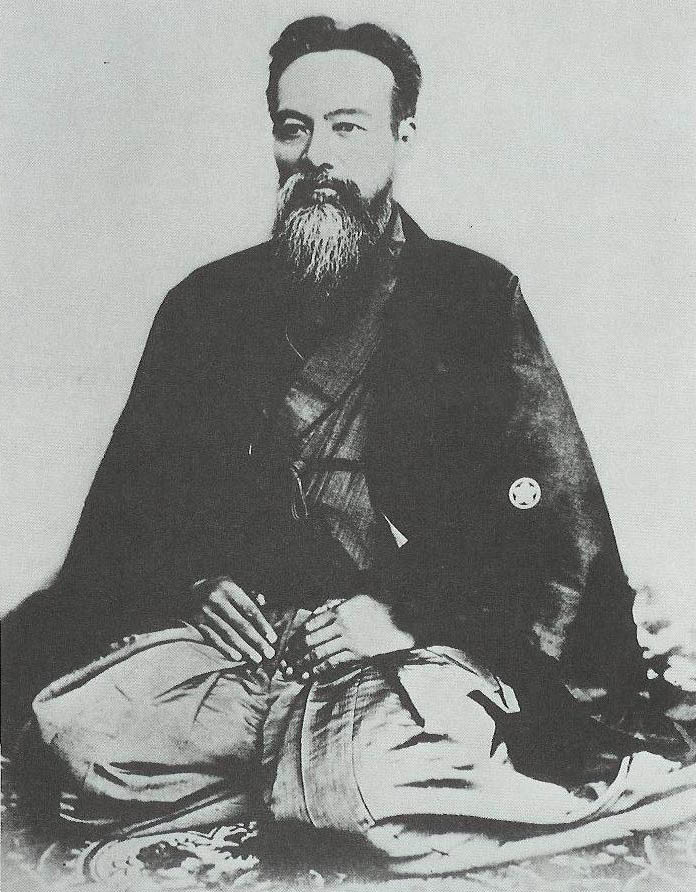
山岡鉄舟

岡田に敗れた佐三郎は、修行をやり直して復讐することを決意し、東京に出奔する。母ケイは呼び戻そうとしたが、祖父・佐吉郎は「剣道家になる者にその位の意気込みがなくてどうする」と捨て置いたという。東京に着いた佐三郎は四谷の柴田衛守を訪ね、荒稽古を求めた。柴田はそれならばと、山岡鉄舟の道場を勧め、防具を佐三郎に貸した。
佐三郎の遺稿によれば、山岡道場は稽古が荒いため普通の者はすぐにいなくなるが、佐三郎はただならぬ様相で稽古を続けたので、周囲は訝しがった。2か月ほど経った頃、鉄舟は佐三郎を昼食に誘い、次第によっては力添えをすると伝えた。佐三郎が涙ながらに経緯を明かすと、鉄舟は「もはや岡田とやらは君の敵ではあるまい。さっそく復讐して来い」と言ったという。
佐三郎は、負ければ死ぬ覚悟で岡田を訪ね、試合を申し込むと、岡田は平身低頭して詫び、丁重に試合を断ったという。埒が明かないため佐三郎は帰り、鉄舟に報告すると、鉄舟は「それは当然だ。やれば岡田は生命は無かったろう」と語ったといわれる。
鉄舟の師・浅利義明が佐三郎の祖父・佐吉郎と兄弟弟子でもあることから、佐三郎は鉄舟から一層気に入られ、その後も親交を深めたという。

### 警視庁

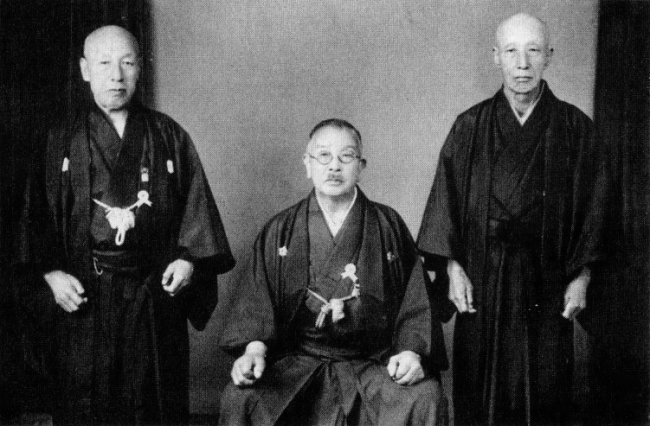
「三郎三傑」と謳われた高橋赳太郎、高野佐三郎、川崎善三郎。1939年（昭和14年）撮影

明治19年（1886年）3月、鉄舟は警視総監・三島通庸から警視庁撃剣世話掛の補充について相談され、佐三郎を推薦した。同年4月、佐三郎は警視庁巡査に任官し本所元町署撃剣世話掛に赴任した。月給は普通の巡査の2倍以上という異例の待遇であったという。
当時の警視庁は、幕末の動乱をくぐりぬけてきた元武士、抜刀隊士や、各地から招聘された剣豪が集まり、剣術家最大の拠点となっていた。佐三郎は幕末の生き残りである上田馬之助、逸見宗助、梶川義正らの指導を受けた。若手の中で佐三郎の活躍は特にめざましく、高橋赳太郎、川崎善三郎と合わせて「三郎三傑」と謳われた。稽古は非常に激しく、立ち切り稽古が特に辛かったと述懐している。
その後、埼玉県知事が佐三郎を埼玉県警察本部に勧誘し、埼玉県知事と警視総監の間で交渉が行われた。明治21年（1888年）7月、恩師・山岡鉄舟が死去。8月、佐三郎は警視庁から埼玉県警察本部に転じた。

### 明信館
明治23年（1890年）、浦和に明信館道場を設立し、急速に支部を増やす。明治26年（1893年）、皇太子・嘉仁親王が大宮公園に行啓した際、佐三郎は門人を招集し剣道を台覧に供した。
明治28年（1895年）10月26日から28日まで平安神宮で開催された大日本武徳会主催の第1回武徳祭大演武会に出場し、京都府の井沢守正、徳島県の高木義征と対戦し勝利した。翌年の第2回大会では福岡県の浅野一摩、滋賀県の小関教政に勝ち、当時の剣道界の最高表彰である「精錬証」を授与された。この年、精錬証を授与された人数は出場者460名のうちわずか15名であった。同年、警部に昇任し、日本体育会（現法人日本体育大学の前身）委員も委嘱された。
明治32年（1899年）、実業家・平沼専蔵の後援により、一家で東京に移住。明治35年（1902年）5月、大日本武徳祭大演武会の大家43名の高点試合で優勝し、日本刀と賞与を授与された。同年10月、東京府麹町区飯田町（九段坂）に明信館本部道場を設立。このとき読売新聞に「其門に遊ぶ子弟無慮四千余人、道場を起こすこと三十九の多きに及び…」と報道された。39支部というのは、明治時代の剣道道場の支部数としては異例の多さであった。佐三郎の半生は村松梢風により『秩父水滸伝』として小説化され、その後映画にもなり、この映画を見た多くの若者が明信館に入門した。館員数は6千余人、警察官や学生を加えると1万人を超えた。
明治36年（1903年）4月20日、大阪府で催された第5回勧業博覧会の剣道大会で、有名剣士100余名の中から佐三郎が最優秀者に選ばれ、皇太子から金製記念章と銀製面金絹糸刺し撃剣道具を授与された。明治38年（1905年）4月、剣道教士に昇進する。

### 学校剣道

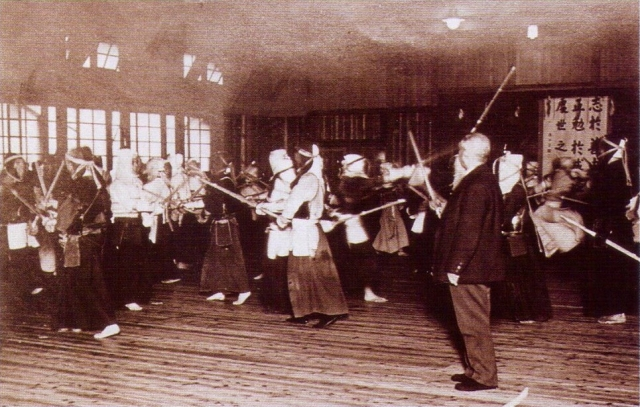
東京高等師範学校で撃剣を指導

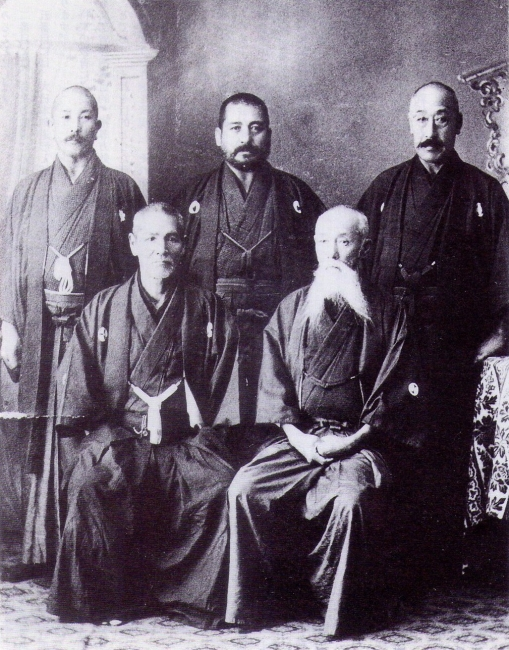
大日本帝国剣道形制定主査委員。前列右から根岸信五郎、辻真平、後列右から門奈正、内藤高治、高野佐三郎。

明治41年（1908年）3月19日、「体育に関する建議案」が衆議院を通過し、撃剣・柔術が中等学校の正課となることが決定した。中等学校教員を養成する東京高等師範学校の校長嘉納治五郎は、同校撃剣科講師の人選を指示し、佐三郎が選ばれた。同年3月31日、東京高等師範学校講師に就任。同時に東京高等工業学校（現東京工業大学）、早稲田大学、曹洞宗大学（現駒澤大学）、日本体育会体操学校（現日本体育大学）、陸軍戸山学校、陸軍士官学校、海軍機関学校の剣道師範を兼ねる。早稲田大学剣道部の教え子に笹森順造（後の国務大臣、小野派一刀流第16代宗家）がいた。
明治45年（1912年）、大日本武徳会に剣道形の調査委員会が設けられ、全国から25名の委員が選ばれた。佐三郎はそのうち5名の主査の一人に選ばれ、剣道形制定の中心的人物となった。流派を超えて形を統一することは難航を極め、連日熱烈な討論が続いた。佐三郎は懐に短刀を蔵し、自分の意見が容れられないときは差し違えて死ぬ覚悟で臨んだ。大正元年（1912年）10月、大日本帝国剣道形が完成し、大日本武徳会会長大浦兼武から感謝状と「剣道統一」の書を贈られた。翌年4月、52歳で剣道家の最高位・範士号を授与された。範士は60歳以上に授与するという規則があったが、特例での授与となった。
大正5年（1916年）4月8日、東京高等師範学校教授に昇任。当時、剣道の腕一つで教授に上り詰め、叙勲をも受けた剣道家は佐三郎だけであった。同校で佐三郎は、学校体育のための剣道指導カリキュラムともいえる「剣道基本教授法」（集団指導法）を考案し、『剣道』を著した。『剣道』は大正天皇にも献上され、現在の剣道に多大な影響を与えた。また、中西派一刀流五行之形を学生用に改良し、「東京高師五行之形」として指導した。京都の武道専門学校教授・内藤高治と並び、「東の高野、西の内藤」と称された。

### 修道学院
大正7年（1918年）5月、渋沢栄一の後援で、神田今川小路一丁目に修道学院を設立する。剣道修行を単なる技術の習得に終わらせず、人材を育英することを目的とした。佐三郎は「自分がもし、東京高師に職を奉じなかったら、人間としての今日の私はなかったであろう。学校で多くの教授や先生方に接して刺激を受け、また立場上、勉強し、修養せざるを得なかった。まったく学校のおかげである。ありがたいことだ」と述べ、これからの剣道は教育的価値を持つべきであると考えていた。

### 晩年

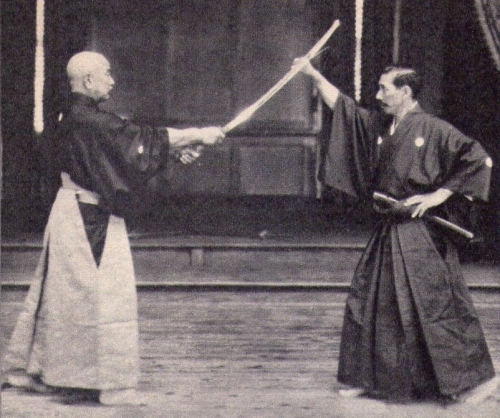
剣道形を演武する高野佐三郎と中山博道

昭和4年（1929年）、同9年（1934年）、同15年（1940年）の天覧試合で、佐三郎は中山博道と共に剣道形演武と審判員を務めた。佐三郎（修道学院）と博道（有信館）は、当時の剣道界の双璧であった。
昭和6年（1931年）と同13年（1938年）には、早稲田大学剣道部を引率してアメリカへ遠征した。
昭和11年（1938年）、東京高等師範学校勅任教授に昇任し、退官。教授を辞したあとも講師として指導を続けた。太平洋戦争が悪化すると、秩父に疎開した。昭和20年（1945年）8月15日に日本は敗戦し、占領軍（GHQ）の命令で大日本武徳会は解散、剣道の組織的活動は禁止された。
昭和25年（1950年）夏、鎌倉稲村ヶ崎に移住。同年12月30日に死去。享年89。

## 栄典
- 正四位
- 勲四等瑞宝章
- 秩父市指定史跡（明信館本館及び遺品一式。1965年10月1日指定[2]）
- 全日本剣道連盟剣道殿堂顕彰（2003年）

## エピソード
秩父事件
明治17年（1884年）、秩父の農民が武装蜂起する事件（秩父事件）が起こり、佐三郎は騒動を鎮圧する側にいた。二男の高野弘正は、「（父は）やむなく暴徒と斬り合って、殺したのではあるまいか。高野家の墓地に今もある一個の無縁仏は、その供養のためかもしれない」と述べている。村松梢風作『秩父水滸伝』には、佐三郎が暴徒を斬り捨てる場面がある。
熊のジャンケン
身長は5尺6寸5分（約171cm）、体重は23貫（約86kg）と恵まれた体格であり、背中を流した弟子は、腕が太くて掴めなかったと語っている。また、鍛錬によって指が太くなり、箸を持つことができないほどになっていた。佐三郎が審判のとき大きな手を挙げる姿を、弟子たちは「熊のジャンケン」と呼んでいた。
中山博道との関係
佐三郎と中山博道は近代剣道の双璧と評されるが、佐三郎が10歳年上である。中山が上京した当時、佐三郎は既に明信館を経営しており、根岸信五郎の有信館に近い場所（ともに現在の千代田区）にあった。中山がもし明信館に入門していれば佐三郎の弟子になっていたことになり、佐三郎は生前に中山とよくこのことを話し合い、「縁とは面白いものだ」と語っていた。
なお、両者の試合記録はないとされるが、『月刊剣道日本』1984年5月号において、同紙編集者が笹森順造のノートに、済寧館で佐三郎と中山が試合をして、佐三郎が上段から中山の小手を見事に打ち勝負が決まった、との内容が書かれていたのを見たことがあると述べている。これについて小川忠太郎は、「高野先生は中山先生とやりたがりませんでした。あれはいつだったかなあ、こんなことがありましたよ。中山先生は高野先生とぜひ立合いたい。で、宮内省のお役人さんを動かして…（中略）それで高野先生は「やる」と承知したんですよ。（中略）大島治喜太先生に聞いたんですが、その試合の二、三組くらい前になったら、高野先生が『中山さん、私は右の膝が悪いからできない』と、ぱっと断っちゃった。（中略）これはどうかと思うな。高野先生が悪いですよ。引き受けた以上はやらなくちゃ」と述べている。

## 親族
- 養子：高野茂義 - 昭和4年天覧試合準優勝。
  - 孫：高野慶寿 - 茂義の長男。剣道教員。
  - 孫：高野孫二郎 - 茂義の次男。東京高等師範学校卒。剣道範士。
- 長男：高野泰正 - 歯科医師。
- 次男：高野弘正 - 中西派一刀流を継承。剣道範士。
- 娘婿：鈴木祐之丞 - 修道学院高弟。
  - 孫：鈴木謙伸 - 竹屋流剣道具師六世。

## 略年譜
- 文久2年（1862年）、武蔵国秩父郡（現埼玉県秩父市）に生まれる。祖父・佐吉郎から中西派一刀流を学ぶ。
- 慶応3年（1867年）、忍藩藩主・松平忠誠の御前で中西派一刀流組太刀56本を演武し、褒賞を与えられる。
- 明治12年（1879年）、埼玉県賀美村の剣術大会で旧安中藩指南役・岡田定五郎に敗れ、東京へ出奔。山岡鉄舟に師事する。
- 明治19年（1886年）、警視庁巡査に任官。本所元町署撃剣世話掛を務める。
- 明治21年（1888年）、埼玉県警察本部武術教授に転勤。浦和に明信館道場を設立。
- 明治29年（1896年）、大日本武徳会第2回武徳祭大演武会で精錬証を授与される。警部に昇任、日本体育会委員に委嘱される。
- 明治35年（1902年）、武徳祭大演武会で日本刀を授与される。東京府麹町区に明信館本部道場を設立。
- 明治36年（1903年）、大阪勧業博覧会の剣道大会で最優秀者に選ばれ、皇太子・嘉仁親王から記念章と剣道具を授与される。
- 明治38年（1905年）、剣道教士に昇進。
- 明治41年（1908年）
  - 東京高等師範学校講師に就任。
  - 東京高等工業学校（現東京工業大学）剣道師範に就任。
- 明治43年（1910年）、早稲田大学剣道部講師に就任。
- 明治45年（1912年）、大日本帝国剣道形制定委員主査に就任。
- 大正2年（1913年）
  - 剣道範士に昇進。曹洞宗大学剣道師範に就任。
  - 陸軍戸山学校剣道師範に就任。
  - 陸軍士官学校剣道師範に就任。
- 大正5年（1916年）、東京高等師範学校教授に昇任。
- 大正7年（1918年）、渋沢栄一の後援で神田今川小路に修道学院を設立。
- 昭和3年（1928年）、神田区一ツ橋に新たな修道学院を設立。
- 昭和4年（1929年）、御大礼記念天覧武道大会で剣道形演武、審判員を務める。
- 昭和6年（1931年）、早稲田大学剣道部を引率しアメリカへ遠征。
- 昭和9年（1934年）、皇太子殿下御誕生奉祝天覧武道大会で剣道形演武、審判員を務める。
- 昭和11年（1938年）、東京高等師範学校勅任教授に昇任。退官。
- 昭和13年（1938年）、早稲田大学剣道部を引率しアメリカへ遠征。
- 昭和15年（1940年）、紀元二千六百年奉祝天覧武道大会で剣道形演武、審判員を務める。
- 昭和25年（1950年）、死去。
- 昭和40年（1965年）、明信館本館及び遺品一式が秩父市指定史跡となる。
- 平成15年（2003年）、全日本剣道連盟剣道殿堂に顕彰される。

## 著書
- 『剣道』、1915年（大正4年）
- 『日本剣道教範』、1920年（大正9年）
- 『高野佐三郎剣道遺稿集』 - 佐三郎の遺稿、講演録等を堂本昭彦が編集。

## 高野佐三郎が登場する作品
小説
- 村松梢風『秩父水滸伝』
- 堂本昭彦『修道学院の青春』
- 津本陽『密偵 幕末明治剣豪綺談』

大森曹玄『書と禅』 1975年 新装版第二版 春秋社 p.98